# Кюн, Аксель
Аксель Кюн (нем. Axel Kühn, 22 июня 1967, Эрфурт, Тюрингия) — немецкий бобслеист, разгоняющий, выступавший за сборные ГДР и Германии в 1990-е годы. Серебряный призёр зимних Олимпийских игр 1992 года в Альбервиле, чемпион мира.

## Биография
Аксель Кюн родился 22 июня 1967 года в городе Эрфурт, земля Тюрингия. Выступать в бобслее на профессиональном уровне начал в 1988 году, в качестве разгоняющего присоединился к национальной команде и сразу же стал показывать неплохие результаты, финишировав вторым на чемпионате Европы в Сараево. Вскоре присоединился к четырёхместному экипажу титулованного пилота Вольфганга Хоппе, вместе с ним выиграл золото на чемпионате мира 1991 года в Альтенберге, приехав первым в зачёте четвёрок.
Закрепившись в составе, отправился защищать честь страны на Олимпийские игры в Альбервиль, где кроме Хоппе в их команду вошли также разгоняющие Богдан Музиоль и Рене Ханнеман. Их четвёрка финишировала второй и завоевала тем самым серебряные медали. В 1993 году одержал победу на чемпионате Германии, однако на Олимпиаду 1994 года в Лиллехаммере тренеры уже отказались от его кандидатуры, поэтому Кюн принял решение завершить карьеру профессионального спортсмена.